# بليك باتلر
بليك باتلر (بالإنجليزية: Blake Butler)‏ (1979)؛ روائي أمريكي.